# Registratura
Registratura – słowo to pochodzi z łacińskiego registrare, co oznacza dosłownie „zapisywać” oraz od registrum czyli „lista”, „rejestr”. Registratura to przede wszystkim akta bieżące lub całość akt aktotwórcy, w którego skład wchodzą zarówno akta bieżące jak i materiały archiwalne. Inne znaczenie omawianego słowa to komórka, w której odbywa się rejestracja spraw oraz przechowywanie akt spraw w komórce organizacyjnej do czasu przekazania ich do archiwum zakładowego, składnicy akt lub na makulaturę. Początkowo terminem tym określano księgi rejestrujące akta.